# Clemens de Boor
Clemens de Boor (* 11. Juni 1920 in Kirchhain, Kreis Marburg; † 19. Oktober 2005) war ein deutscher Mediziner, Psychoanalytiker und Leiter des Sigmund-Freud-Instituts in Frankfurt am Main.

## Leben
Clemens de Boor wurde als Sohn von Lisa de Boor in Kirchhain geboren. Er hatte zwei ältere Geschwister. Im Jahr 1923 zog die Familie nach Marburg um und de Boor besuchte dort vier Jahre lang die Volksschule und anschließend das humanistische Gymnasium. Im Jahr 1938 legte er die Reifeprüfung ab. Er begann eine praktische Ausbildung für das geplante Pharmaziestudium, wurde jedoch direkt zu Kriegsbeginn im September 1939 in den Kriegsdienst einberufen. Bis 1942 erfolgte der aktive Dienst bei der Luftwaffe als Peilfunker. 1942 wurde ihm ein einsemestriger Studienurlaub bewilligt, den de Boor nutzte, um an der Universität Marburg ein Medizinstudium zu beginnen. Ein Jahr später wurde er in den Sanitätsdienst übernommen, er studierte als Soldat in Marburg und Greifswald weiter und legte im März 1945 das Physikum ab. Er war nach Kriegsende aktiv am Wiederaufbau des Marburger Universitätslebens beteiligt. Im Jahr 1949 legte er das medizinische Staatsexamen in Marburg ab und wurde wenige Jahre später mit einer Arbeit zur „örtlichen Betäubung als diagnostischer und therapeutischer Maßnahme“ promoviert. De Boor wurde von seiner Schwester Ursula de Boor auf Viktor von Weizsäcker aufmerksam gemacht. Neurologische und funktionelle Krankheiten in der Medizin interessierten de Boor in besonderem Maße und es entstand der Wunsch, in Heidelberg bei Viktor von Weizsäcker arbeiten zu können. Nach einer halbjährigen Tätigkeit als Medizinalpraktikant in Marburg an der II. Medizinischen Klinik wurde de Boor Medizinal- und Volontärassistent an der Medizinischen Klinik in Heidelberg. 1950 beendete de Boor seine Ausbildung als Psychoanalytiker, die durch die Rockefeller Foundation gefördert wurde. 1954 erfolgte der Wechsel in die Psychosomatische Universitätsklinik Heidelberg zu Alexander Mitscherlich. 1961 und 1962 hielt sich Clemens de Boor in Amsterdam auf und absolvierte daselbst eine Ausbildung als Lehranalytiker am „Psychoanalytischen Institut“ sowie am „Wilhelmina Gasthuis“. Am 13. Februar 1964 erhielt de Boor an der Medizinischen Fakultät der Universität Heidelberg die Venia legendi für Psychosomatische Medizin und Psychoanalyse. Am 21. Dezember 1966 erfolgte die Berufung des Oberarztes de Boor als Professor und wissenschaftliches Mitglied an das Sigmund-Freud-Institut in Frankfurt am Main. Im März 1967 erfolgte die offizielle Verleihung der Professur durch Georg August Zinn. De Boor war gemeinsam mit Margarete Mitscherlich Supervisor von Peter Kutter (1930–2014) während dessen Ausbildung zum Lehranalytiker am Sigmund-Freud-Institut. Von 1970 bis 1972 war Clemens de Boor Vorsitzender der Deutschen Gesellschaft für Psychoanalyse, Psychotherapie, Psychosomatik und Tiefenpsychologie.
De Boor war verheiratet mit Gisela geb. Klüsener. Aus der Ehe gingen zwei Töchter hervor.
De Boor ist Ehrenmitglied der Sigmund Freud Stiftung zur Förderung der Psychoanalyse.

### Engagement für die entstehende Pflegewissenschaft
De Boor unterrichtete an der Schwesternschule der Universität Heidelberg (USH) das Fach „Psychosomatische Medizin“. Auf Station „Naunyn“ in der Ludolf von Krehl Klinik (Medizinische Klinik) in Heidelberg lernte Clemens de Boor die junge Schwesternschülerin Antje Grauhan (1940–2010) der USH kennen und weckte deren Interesse für die Psychosomatik. Antje Grauhan gab der entstehenden Pflegewissenschaft in Deutschland in den Folgejahren wichtige psychosomatische Impulse. De Boor und Antje Grauhan verband seit jener Zeit eine Duzfreundschaft. Clemens de Boor befasste sich zudem mit den Grundlagen der psychiatrischen Krankenpflege und entwickelte Anfänge einer Pflegetheorie für die psychosomatische Pflege. De Boor nutzte das Krankheitsverständnis des Psychoanalytikers Franz Alexander (1891–1964) für seine Überlegungen zur psychosomatischen Pflege. Alexander unterschied Krankheiten mit Symbolcharakter von solchen, bei denen es durch chronische, ungelöste seelische Konflikte zur dauernden Überbelastung einer Organfunktion kommt. Die Aufgabe der Krankenschwester, so de Boor in seiner Pflegetheorie, sei es, sich möglichst viel Wissen anzueignen, sowie sich zu bemühen, dem Kranken zuzuhören und ihn zu beobachten. Außerdem gelte es, die eigenen Gefühlsregungen möglichst sorgfältig zu beobachten, denn diese seien oft eine Antwort auf die Verhaltensweisen des Kranken. Die getätigten Beobachtungen und Gedanken zum Verhalten des Kranken seien dem Arzt mitzuteilen, um dadurch zur gemeinsamen Deutung des Krankheitsgeschehens beizutragen. Die Deutung verhelfe dem Kranken, dass sein im Körpersymptom wirksames unbewusstes Seelenleben wiederum zur bewussten Erlebnisinhalt werden könne.

## Werke
- Ekzem der Hände. Ein Beitrag zur psychoanalytischen Behandlung Ekzemkranker, in: Psyche 10 (1956/57), 630.
- mit Erhard Künzler, Lothar Herberger und Alexander Mitscherlich: Die psychosomatische Klinik und ihre Patienten : Erfahrungsbericht d. Psychosomat. Universitätsklinik Heidelberg, Huber Bern, Klett Stuttgart 1963.
- Zur Psychosomatik der Allergie insbesondere des Asthma bronchiale, Schriften zur Psychoanalyse und psychosomatischen Medizin, Bd. 4, Huber Bern, Klett Stuttgart 1965.
- Psychosomatische Medizin, in: Harald Weise (Hrsg.): Grundlagen der psychiatrischen Krankenpflege, Baumann Kulmbach 1966, Bd. 2, S. 155–221.
- mit Käte Hügel: Psychoanalyse und soziale Verantwortung. Eine Festschrift für Alexander Mitscherlich zu seinem 60. Geburtstag, Klett Stuttgart 1968.
- als Herausgeber: Sigmund Freud. Schriften zur Krankheitslehre der Psychoanalyse, Fischer Frankfurt am Main 1991.